# San Luis Open 2023
Die San Luis Open 2023 waren ein WTA Challenger-Tennisturnier der WTA Challenger Series 2023 für Damen und ein ATP-Tennisturnier der ATP Challenger Tour 2023 für Herren in San Luis Potosí und fand für die Damen vom 27. März bis 2. April und für die Herren unmittelbar folgend vom 3. bis 9. April 2023 statt.

## Damenturnier
→ Qualifikation: San Luis Open 2023/Damen/Qualifikation